# Euplectrus hircinus
Euplectrus hircinus is een vliesvleugelig insect uit de familie Eulophidae. De wetenschappelijke naam is voor het eerst geldig gepubliceerd in 1836 door Say.